# Trachea novicia
Trachea novicia är en fjärilsart som beskrevs av William Schaus 1933. Trachea novicia ingår i släktet Trachea och familjen nattflyn. Inga underarter finns listade i Catalogue of Life.